# Trentepohlia (Trentepohlia) fuscomedia
Trentepohlia (Trentepohlia) fuscomedia is een tweevleugelige uit de familie steltmuggen (Limoniidae). De soort komt voor in het Australaziatisch gebied.